# Zamora-Chinchipe
Zamora-Chinchipe is een provincie in het zuiden van Ecuador. De hoofdstad van de provincie is Zamora. 
De provincie heeft een oppervlakte van 10.456 km². Naar schatting zijn er 115.368 inwoners in 2018.

## Kantons
De provincie is bestuurlijk onderverdeeld in negen kantons. Achter elk kanton wordt de hoofdplaats genoemd.
| Nr. | Kanton               | Inwoners | Oppervlakte | Hoofdplaats | Inwoners |
| --- | -------------------- | -------- | ----------- | ----------- | -------- |
| 1   | Centinela del Cóndor | 7.882    | 519 km²     | Zumbi       | 2.930    |
| 2   | Chinchipe            | 10.337   | 1.194 km²   | Zumba       | 4.154    |
| 3   | El Pangui            | 12.768   | 614 km²     | El Pangui   | 5.340    |
| 4   | Nangaritza           | 6.429    | 2.096 km²   | Nangaritza  | 2.519    |
| 5   | Palanda              | 8.873    | 1.925 km²   | Palanda     | 2.353    |
| 6   | Paquisha             | 4.737    | 261 km²     | Paquisha    | 1.583    |
| 7   | Yacuambi             | 6.391    | 1.242 km²   | Yacuambi    | 1.626    |
| 8   | Yanzatza             | 23.370   | 990 km²     | Yanzatza    | 13.335   |
| 9   | Zamora               | 30.186   | 1.876 km²   | Zamora      | 17.584   |

| Detailkaart |
| ----------- |
|             |
| Kantons     |